# 冯健身
冯健身（1952年8月—2022年5月16日），男，吉林延吉人，中华人民共和国政治人物。

## 生平
1978年，供职于哈尔滨市财政局，担任局长。1993年，任中华人民共和国财政部预算管理司、地方司副司长。1995年，改基本建设司司长。次年转预算司司长。1998年，再任国债金融司司长。2000年，任财政部部长助理。2001年，担任全国社会保障基金理事会副理事长。2004年，任甘肃省人民政府副省长。2011年，当选甘肃政协主席。2018年1月，当选第十三届全国政协委员，同時卸任甘肅省政協主席。
2022年5月16日在北京病逝。